# Константин I Ростовски
Константин Всеволодович (1185—1218) био је кнез Ростова и велики кнез Владимира (1216—18).

## Биографија
Константин Всеволодович био је најстарији син Всеволода Великог Гнезда и Марије Шваровне. Са 10 година оженио се кћерком галичког кнеза Мстислава Храброг (који ће водити Русе у битки на Калки). Био је кнез Новгорода (1205-08.) и Ростова (1208—16.). Мада је као најстарији син имао право да наследи титулу великог кнеза, отац га је прескочио у корист млађег брата Јурија, "након саветовања са духовништвом и »свима људима« ".

## Борба за власт
Након смрти Всеволода III 1212, Константин је остао у Ростову, док су млађа браћа, нови велики кнез Јуриј и Јарослав добили Владимир и Новгород. Спор око титуле великог кнеза решен је 1216. на бојном пољу код Липеца (близу Переславља-Залеског), где су се сукобиле војске три брата. Кнежеви су заповедили да се заробљеници не узимају: било је само 60 заробљеника и око 9.000 мртвих. Константин је победио уз помоћ Мстислава Храброг и постао велики кнез Владимира, али је указао милост Јурију и Јарославу, доделивши им кнежевине Суздаљ и Переслављ.

## Смрт
Велики кнез Константин умро је 1218, помиривши се са браћом и оставивши велико-кнежевски престо Јурију.
Његови синови Васиљко Ростовски и Всеволод Јарославски страдали су заједно са великим кнезом Јуријем у борби са Монголима на реци Сити.